# Abu Ubayda ibn al-Jarrah
Abu ʿUbayda ibn al-Jarrāḥ (in arabo أبو عبيدة بن الجرّاح‎?; La Mecca, 582 – Emmaus, 639) è stato un condottiero arabo.

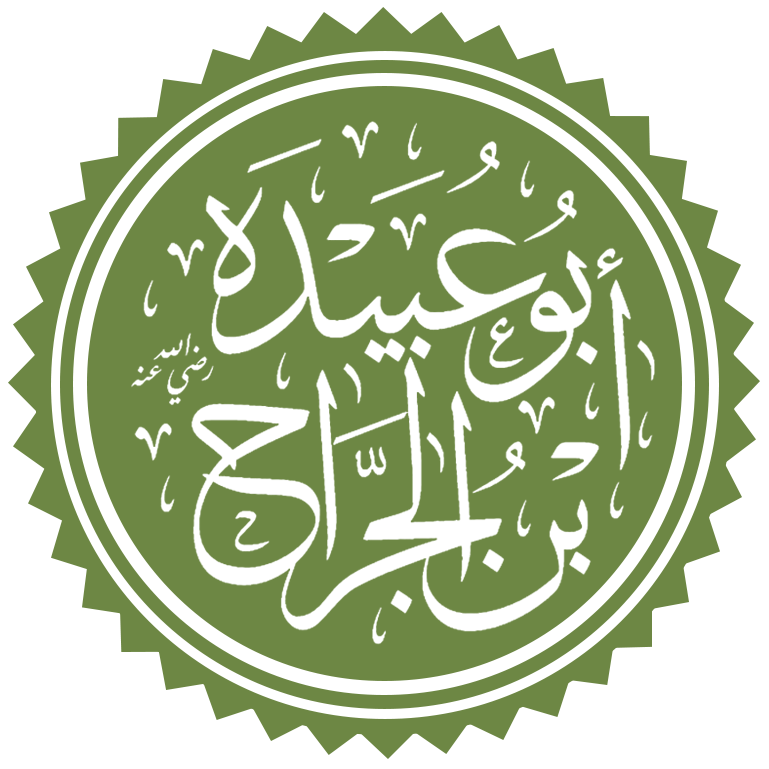
Calligrafia di Abū ʿUbaydah ibn al-Jarrāḥ

È uno dei principali Compagni del profeta Maometto, incluso nella privilegiata lista dei Dieci Benedetti.
Figlio di ʿAbd Allāh ibn al-Jarrāḥ, un mercante di Mecca, Abū ʿUbayda ʿĀmir ibn ʿAbd Allāh apparteneva al clan coreiscita meccano dei Balḥārith (Banū al-Ḥārith) ibn Fihr. Si convertì nel 611, a 29 anni, all'Islam diventando uno dei più fidati collaboratori del Profeta e intimo amico di Abū Bakr e di ʿUmar ibn al-Khaṭṭāb.

## Migrazione in Abissinia
Abu ʿUbayda visse la dura esperienza dei musulmani a Mecca. Con gli altri primi convertiti, egli sopportò gli insulti e le oppressioni dei Quraysh.
Così, con una delegazione di 83 uomini e 20 donne, Abu ʿUbayda prese parte all'emigrazione in Abissinia, dove dimostrò grande coraggio e altruismo, tanto che Maometto gli attribuì il soprannome che era anche il suo: "Amīn", cioè "onesto".

## Attività militare
Quando Maometto migrò a Medina nel 622, Abū ʿUbayda fu tra i primi Muhajirun (emigranti). All'età di 41 anni combatté nella battaglia di Badr; prese poi parte alle successive campagne, distinguendosi soprattutto a Uhud, e fu comandante di molte altre spedizioni. 
Successivamente fu inviato nell'oasi yemenita di Najrān per istruirvi i convertiti, ma rientrò a Medina prima della morte di Maometto.
Abū ʿUbayda partecipò attivamente a Medina nel 632 all'elezione di Abū Bakr a primo califfo - khalīfa (vicario, successore) di Maometto - nella cosiddetta "giornata della Ṣaqīfa" dei Banū Sāʿida (un clan della tribù medinese dei B. Khazraj).
Dopo l'accesso al califfato di 'Umar (634), Abū ʿUbayda fu inviato in Siria per unirsi alla campagna contro le forze bizantine e, qualche tempo dopo, probabilmente nel 636, gli fu affidato lì il supremo comando.
Dopo la vittoria in quell'anno sullo Yarmuk, Abū ʿUbayda completò la conquista del nord della Siria (Hims, Aleppo, Antiochia).
Nel 638 il califfo stesso visitò il quartier generale dell'esercito musulmano di Siria ad al-Jābiya, per determinare i criteri di una corretta amministrazione della Siria e per confermare Abū ʿUbayda nel suo ruolo.
La tradizione islamica - risalente al sommo tradizionista musulmano Muslim ibn al-Ḥajjāj - afferma che ʿUmar intendeva nominare Abū ʿUbayda come suo successore e, quando una grave epidemia di peste scoppiò in Siria nel 639, convocò Abū ʿUbayda a Medina per allontanarlo dal rischio di un'infezione.
Abu ʿUbayda invece rifiutò di lasciare la Siria e rimase vittima ad ʿAmwas (Emmaus) dello stesso morbo che, tra gli altri, uccise Yazīd ibn Abī Sufyān e Suhayl b. ʿAmr.
Aveva 57 anni e non lasciò discendenti.